# فلاديمير أوشاكوف
فلاديمير أوشاكوف هو لاعب كرة الماء كازاخستاني، ولد في 16 مارس 1982 في ماريوبول في أوكرانيا.

## وصلات خارجية
- فلاديمير أوشاكوف على موقع أوليمبيديا (الإنجليزية)